# Burgfriedenspolitik

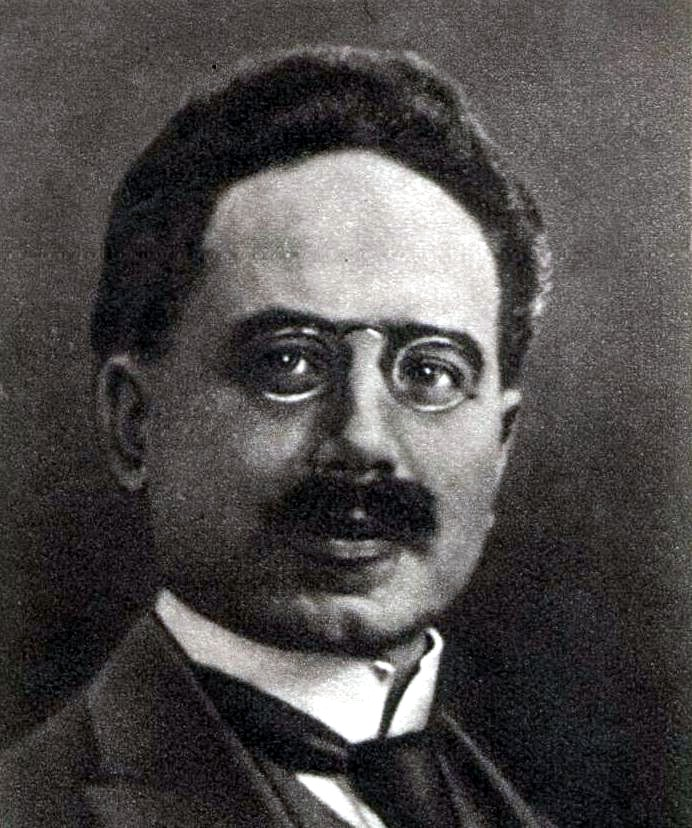
Karl Liebknecht fue el primer miembro del SPD en rechazar los créditos de guerra.

Burgfriedenspolitik (pronunciación en alemán: /ˈbʊʁkfʁiːdn̩s.poliˌtiːk/, tdl. ‘política de paz del castillo’) es un término alemán que se refiere a la tregua política entre los partidos políticos de Alemania durante la Primera Guerra Mundial. Los sindicatos se abstuvieron de hacer huelgas, el Partido Socialdemócrata votó a favor de los bonos de guerra en el Reichstag y los partidos acordaron no criticar al gobierno y su guerra. Hubo varias razones para el Burgfrieden, entre ellas la creencia de que era su deber patriótico apoyar al gobierno en la guerra, el miedo a la represión del gobierno si protestaban contra la guerra y el miedo a vivir bajo un zar ruso autocrático más que la monarquía constitucional alemana y su káiser, y esperaban lograr reformas políticas después de la guerra, como la derogación del inequitativo sistema de votación de tres clases, cooperando con el gobierno.
El único miembro del parlamento de cualquier partido que votó en contra de los créditos de guerra en la segunda sesión fue Karl Liebknecht. En la tercera sesión, el 20 de marzo de 1915, se unió a él Otto Rühle. En el transcurso de la guerra, el número de políticos del SPD que se oponían a la guerra aumentó constantemente. Su resistencia contra la política de Burgfrieden condujo a la expulsión de Liebknecht, Rosa Luxemburgo, Clara Zetkin y otros del SPD. Estos pasaron a fundar la Liga Espartaquista, el Partido Socialdemócrata Independiente de Alemania (USPD) y el Partido Comunista de Alemania (KPD). El único sindicato que rechazó el Burgfrieden fue la Asociación Libre de Sindicatos Alemanes (FVdG), que más tarde se convertiría en el Sindicato Libre de Trabajadores de Alemania (FAUD).

## Lectura adicional
- Thorpe, Wayne (2000). «Keeping the Faith: The German Syndicalists in the First World War». Central European History 33 (2): 195-216. doi:10.1163/156916100746301.
- Verhey, Jeffrey (2000). The Spirit of 1914: Militarism, Myth and Mobilization in Germany. Nueva York: Cambridge University Press. ISBN 0-521-77137-4.
- Kruse, Wolfgang (1993). Krieg und nationale Integration: Eine Neuinterpretation des sozialdemokratischen Burgfriedensschlusses 1914/15 (en alemán). Essen: Klartext. ISBN 3-88474-087-3.
- Miller, Susanne (1974). Burgfrieden und Klassenkampf: Die deutsche Sozialdemokratie im Ersten Weltkrieg (en alemán). Düsseldorf: Droste.

- Datos: Q516687